# バブードルジ・バーサンフー
バブードルジ・バーサンフー（モンゴル語: Бавуудоржийн Баасанхүү、ラテン字：Bavuudorj Baasankhuu 1999年11月26日- ）はモンゴルのムルン出身の柔道選手。階級は48kg級。

## 経歴
2022年のグランドスラム・パリでは決勝で日本の角田夏実に巴投で敗れるも2位になった。2023年のワールドマスターズでは準決勝で日本の古賀若菜に合技で敗れて3位だった。2024年のグランドスラム・ドゥシャンベでIJFワールド柔道ツアー初優勝を飾った。世界選手権では決勝まで進むと、イタリアのアッスンタ・スクットを技ありで破って世界選手権初優勝を飾った。続くパリオリンピックでも決勝まで進むと、角田に巴投で技ありを取られて敗れるも銀メダルを獲得した。なお、この銀メダルはパリオリンピック全競技を通じてモンゴル選手団の唯一のメダルとなった。
IJF世界ランキングは4762ポイント獲得で5位(23/7/22現在)。

## 主な戦績
- 2022年 - グランドスラム・パリ　2位
- 2022年 - グランドスラム・テルアビブ　3位
- 2022年 - グランドスラム・アンタルヤ　2位
- 2022年 - グランドスラム・ブダペスト　3位
- 2023年 - グランドスラム・アンタルヤ　3位
- 2023年 - ワールドマスターズ　3位
- 2023年 - アジア大会　7位
- 2023年 - グランドスラム・東京　7位
- 2024年 - グランドスラム・パリ　5位
- 2024年 - グランドスラム・ドゥシャンベ　優勝
- 2024年 - 世界選手権　優勝
- 2024年 - パリオリンピック　2位

(出典、)